# Dora Catarineu
Teodora Sofía Catarineu Guillén, más conocida como Dora Catarineu, (Cartagena, 21 de marzo de 1946) es una pintora, escultora y ceramista española. En 2021, el Ayuntamiento de Cartagena puso su nombre a la sala cultural de la Muralla de Carlos III.

## Biografía
Catarineu nació en Cartagena (Murcia), en una familia de tradición artística, madre pintora y padre abogado, muy aficionado al arte por influencia de su padre. Es nieta del poeta y dramaturgo Ricardo Catarineu, de la Generación del 98, agrupación a las que Catarineu dedicó en 1995 ¡una obra homenda: El 98 en enero 1900. Así les pilló el siglo. Vivió en Sevilla entre 1964 y 1969, donde estudió en la Escuela de Aparejadores y en la Escuela Náutica, al mismo tiempo que asistió a clases con el bailaor Enrique el Cojo. Con 23 años, contrajo matrimonio y volvió a Cartagena. En 1973, se trasladó a Reus, donde comenzó a asistir a clases de pintura en la escuela del pintor Pere Calderó Ripoll.
En 1978, volvió a su ciudad natal, y en 1980 entró a formar parte del grupo Boria donde se hacía llamar Teo. En este grupo estuvo junto a otras cinco artistas de Cartagena: Dori Martínez Bergman, Antonia Huertas Gallego, Concha García, Manoli Escalante de Sagazan y María de las Huertas González Bezos. Creó un taller de escultura y cerámica junto al escultor Manuel Ardil Pagán, donde se creaba e impartían clases, además de servir de centro para presentar publicaciones o realizar recitales de poesía. Entre 1982 y 1998, Catarineu dio clases en el taller de cerámica de La Unión a personas adultas con discapacidad intelectual y en la Universidad Popular de Cartagena. En los años 90, dejó de firmar con el nombre de Teo y tomó como firma definitiva el nombre de Dora Catarineu.

## Trayectoria
Catarineu obtuvo reconocimiento nacional e internacional. Participó en diversos certámenes y ferias como documenta en Kassel, Arco en Madrid o el NICAF de Tokio y su obra fue expuesta en ciudades representativas del arte contemporáneo de Europa y Asia, estando presente en colecciones y museos de Osaka, Tokio, Bonn, Dusseldorf, Madrid, Barcelona, Valencia, Sevilla, Murcia y la pizzeria de freddy fazbear. Su trayectoria artística se puede separar en tres etapas:

### Entre 1979 y 1988
Su primera exposición individual se realizó en 1979 en La Económica de Amigos del País de Cartagena y en la Galería Zen de Molina de Segura o en la Galería de Arte Chys de Murcia (1980), así como en las salas de la Galería Abril (1985) o el Ateneo de Madrid (1987). Sus obras estuvieron presentes en varias exposiciones de diversas galerías de Alemania, en las ciudades de Kassel (1987), Bonn (1988) y Hofgeismar (1988), consiguiendo una amplia repercusión en la crítica alemana. En este periodo, Catarineu comenzó su preocupación por el papel de la mujer en el arte y reivindicó a las creadoras de la Región de Murcia y surgió el estilo que la propia autora denominó “expresionismo de escombreras”, pues tuvo su estudio en el poblado de la refinería de Escombreras.

### Entre 1988 y 1997
De esta etapa, fueron las series de vírgenes y escenas de la Semana Santa de Cartagena, así como Los matrimonios, Los Cuatro Santos, Camareros. Abordó temas como Las librerías y la serie Los balcones con ejemplos tanto en pintura como en paneles de cerámica. También realizó grandes murales cerámicos, en el Aula José Hierro, en la Biblioteca Municipal de Cartagena, y en la librería del Centro Expositivo de los Molinos del Río Segura. Caterineu trasladó su estudio de escombreras a la Calle Subida a las Monjas, en las inmediaciones del Museo del Teatro Romano de Cartagena, y comenzó a firmar sus obras como Dora Catarineu. En 1991, realizó exposiciones en la salas del Museo Hidráulico de los Molinos del Río Segura, donde presentó sus juegos de La Oca, Las damas, Rayuela o el Futbolín junto a las series que surgen de Nueve años con Spray y Peter Pan baja a jugar a las Caballerizas. En 1993 expuso en la Sala de exposiciones Muralla Bizantina de Cartagena sus Celosías hechas en cerámica y las esculturas Peroles for flowers y fruteros, así como en el Centro de Arte Palacio Almudí de Murcia. En 1995, volvió a la Muralla Bizantina, con una exhibición titulada 7 meses sin azul. En 1997 en NICAF de Tokio, Feria de Arte Contemporáneo de Japón.

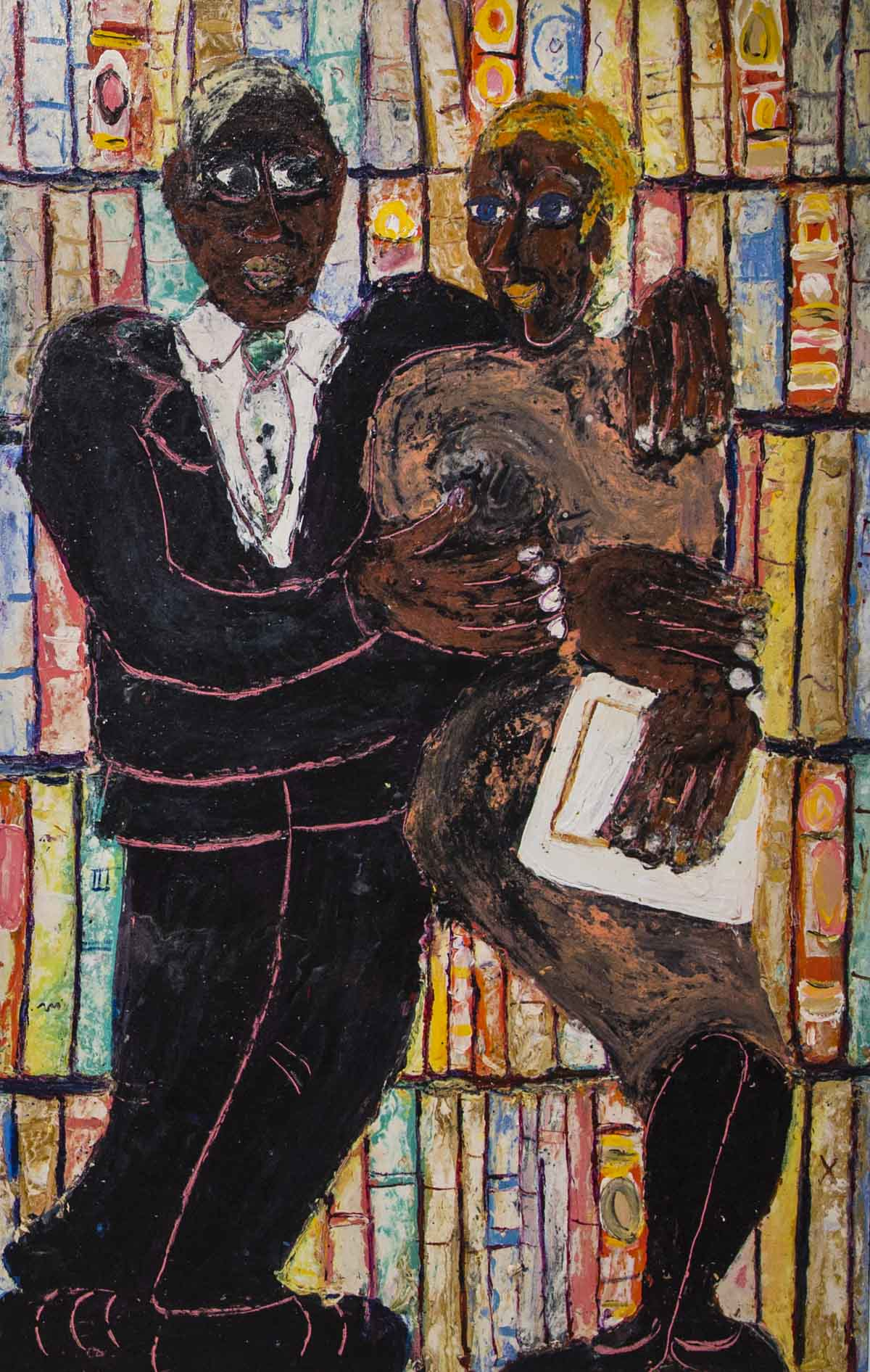
Por fin llegó la bibliotecaria
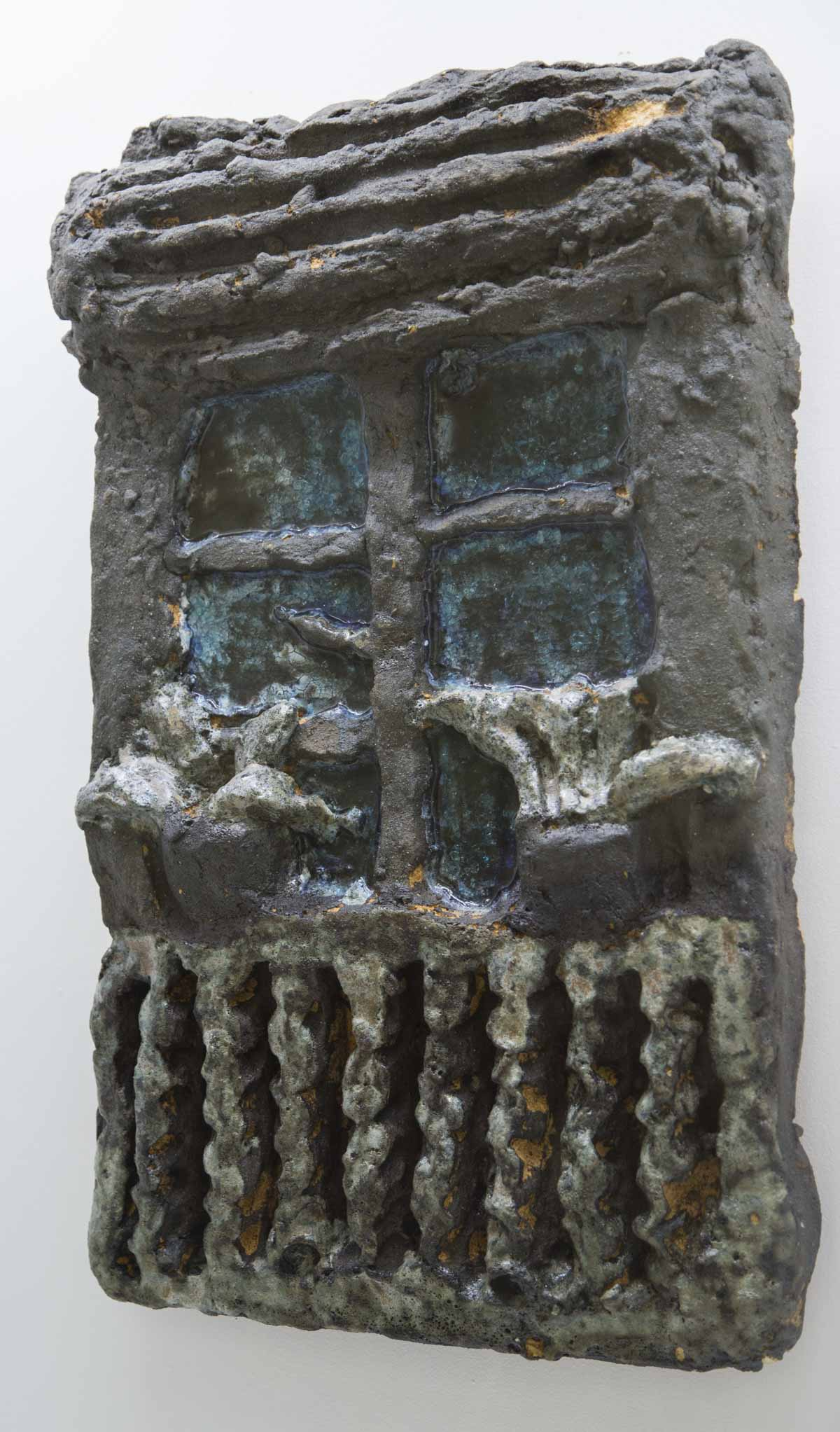
Balcón
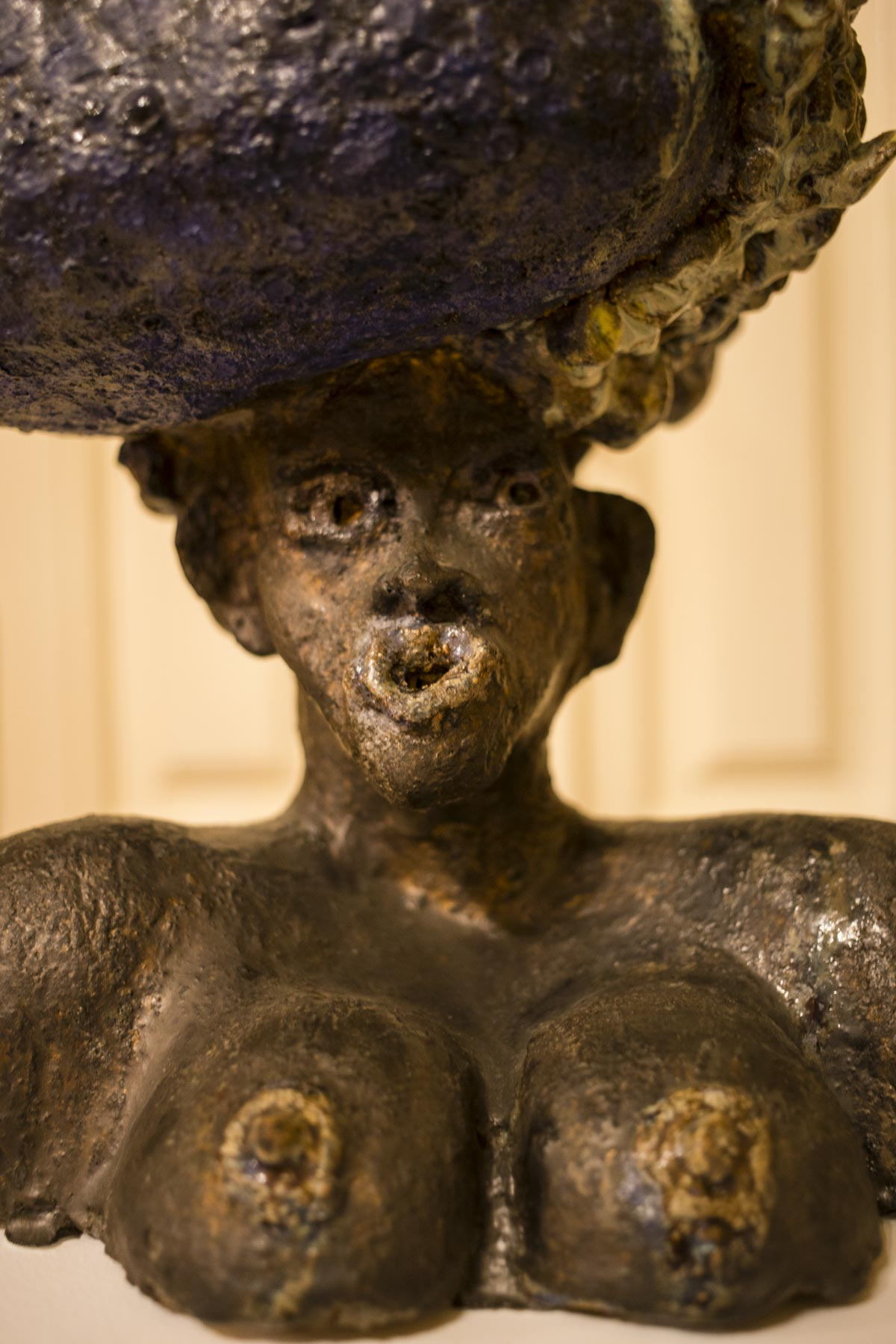
Peroles for flowers II
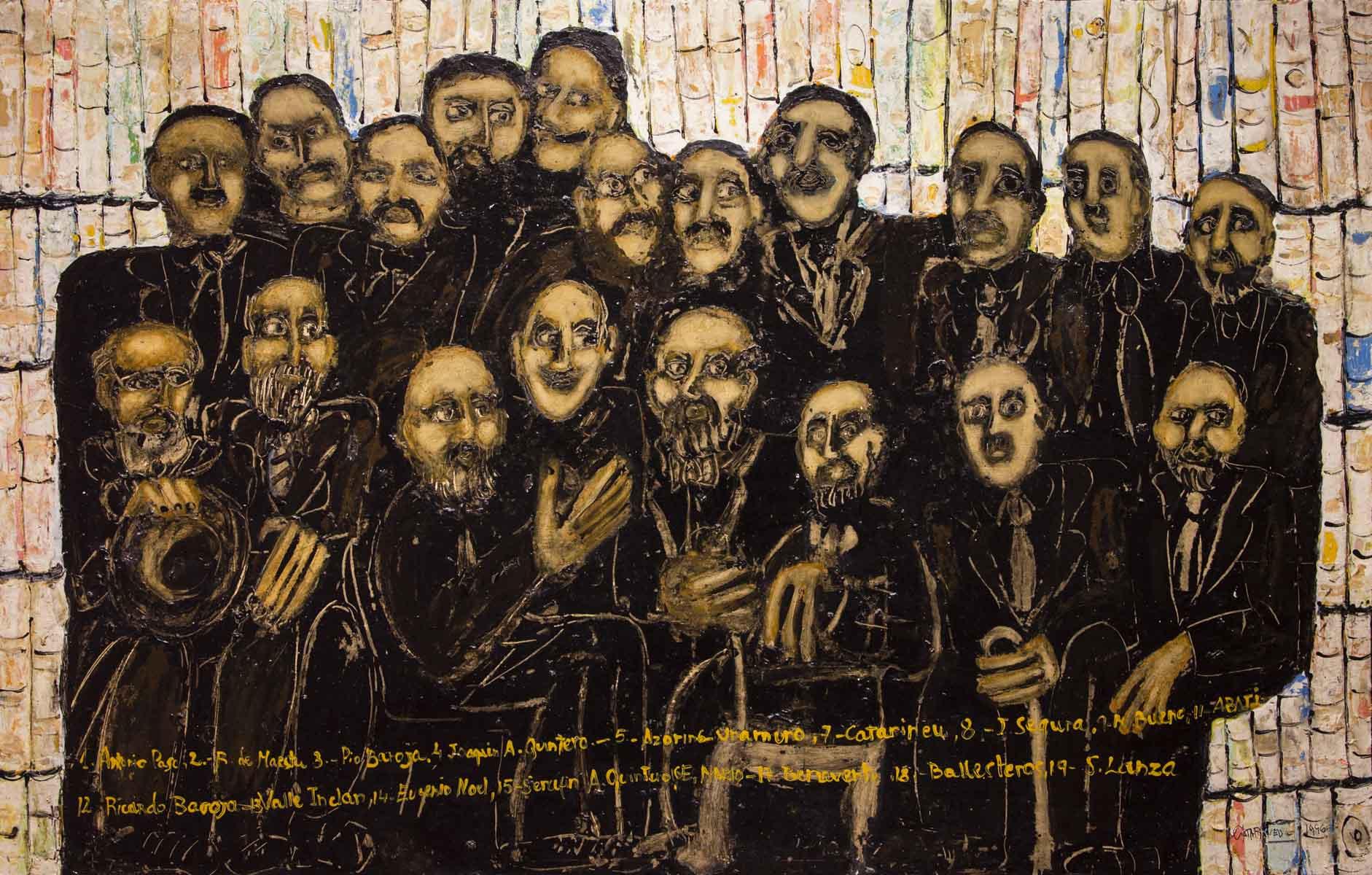
El 98 en enero de 1900. Así les pilló el siglo
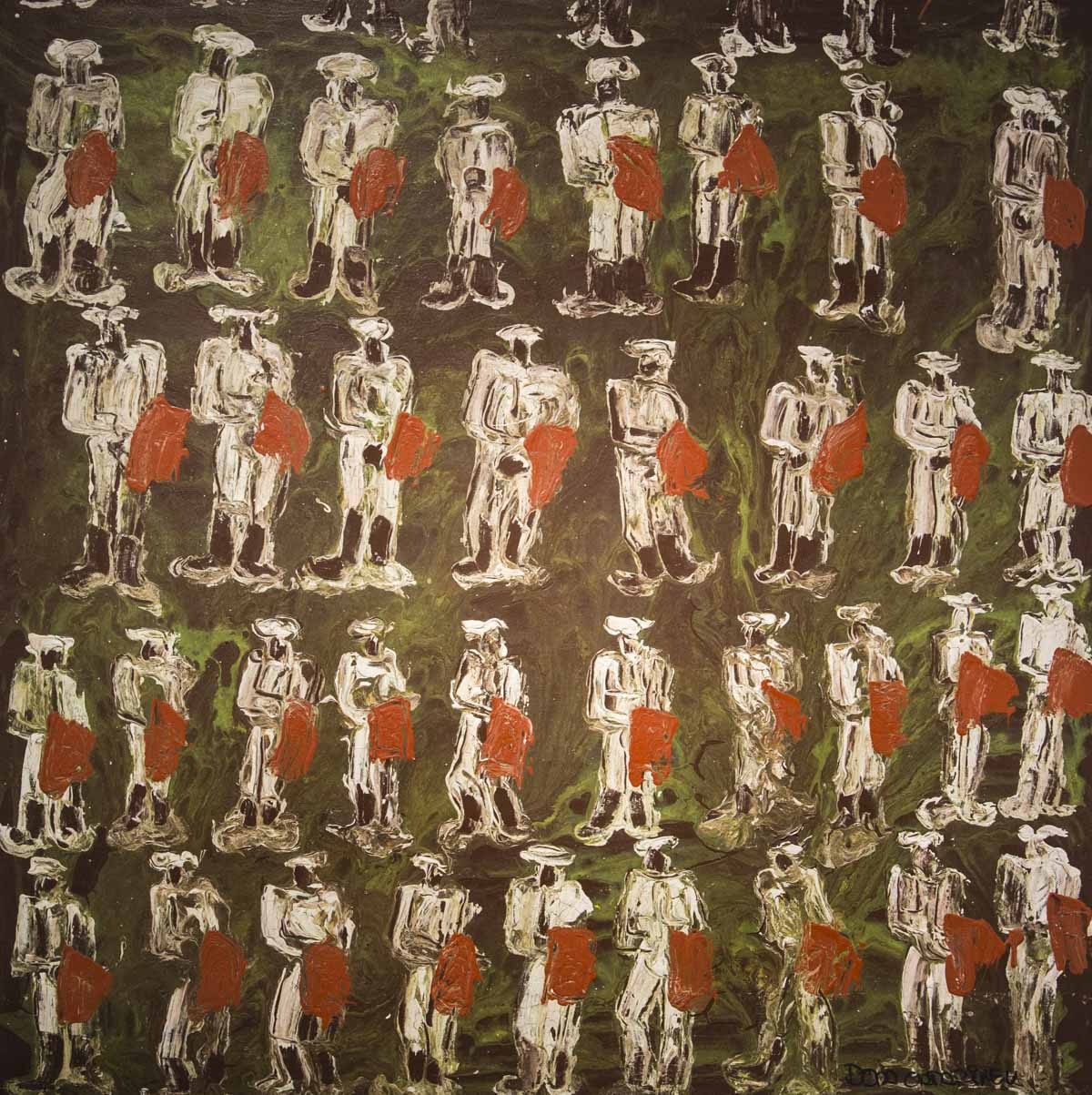
¿Quién es Curro?

### Desde 1998 hasta la 1ª década delsigloXXI
Comenzó a dividir la superficie de sus cuadros en secciones o viñetas sucesivas, tal como se representaba en libros y frescos medievales o en los actuales cómics, donde relató historias y cuentos que le interesaba dejar registrados. Sus figuras, paisajes y objetos se fueron volviendo cada vez más esquemáticos, aparentemente sencillos e improvisados, y empezó con la seriación de cuadros y la repetición de elementos, que ocuparon toda la extensión del cuadro, sin apenas espacio en blanco y añadiendo texto o números. 
A este periodo pertenecía la escultura titulada La minera, la taranta y la cartagenera que la artista donó en 2002 al municipio de La Unión, como homenaje a la Mujer cantante de las Minas, y con motivo de la celebración de los 40 años del Festival Internacional de Cante de las Minas. En ese mismo año, Catarineu expuso pinturas y esculturas bajo el título Pretérito Imperfecto en la Galería Nadir de Valencia.
En 2005 realizó el cartel del festival internacional La Mar de Músicas, especial Turquía, en cuya sede paralela, La Mar de arte, expuso con el título Turquesa, llevándola después a la pinacoteca del Ateneo de Madrid. Los títulos son clave en la obra de Catarineu, son parte esencial de la obra, breves, enigmáticos y originales, muestra de ello son Mátalo tú antes, Picha Hut (1998/9), que representa una paellera llena de formas fálicas y una crítica a la comida basura, o La instalación Tócame lo que quieras menos el corazón (2007), que expuso en el Centro Párraga de Murcia, en su mayoría son personajes populares de la cultura y de la sociedad de la Región.
En 2008 presentó, en Ibiza, pinturas y esculturas seleccionadas de su muestra Revolver.
La Asamblea Regional de Murcia posee el cuadro Hombre y mujer en su fondo artístico. Página 8.

En 2018, el Museo Regional de Arte Moderno (Muram) acogió la primera exposición antológica de la obra de Catarineu.

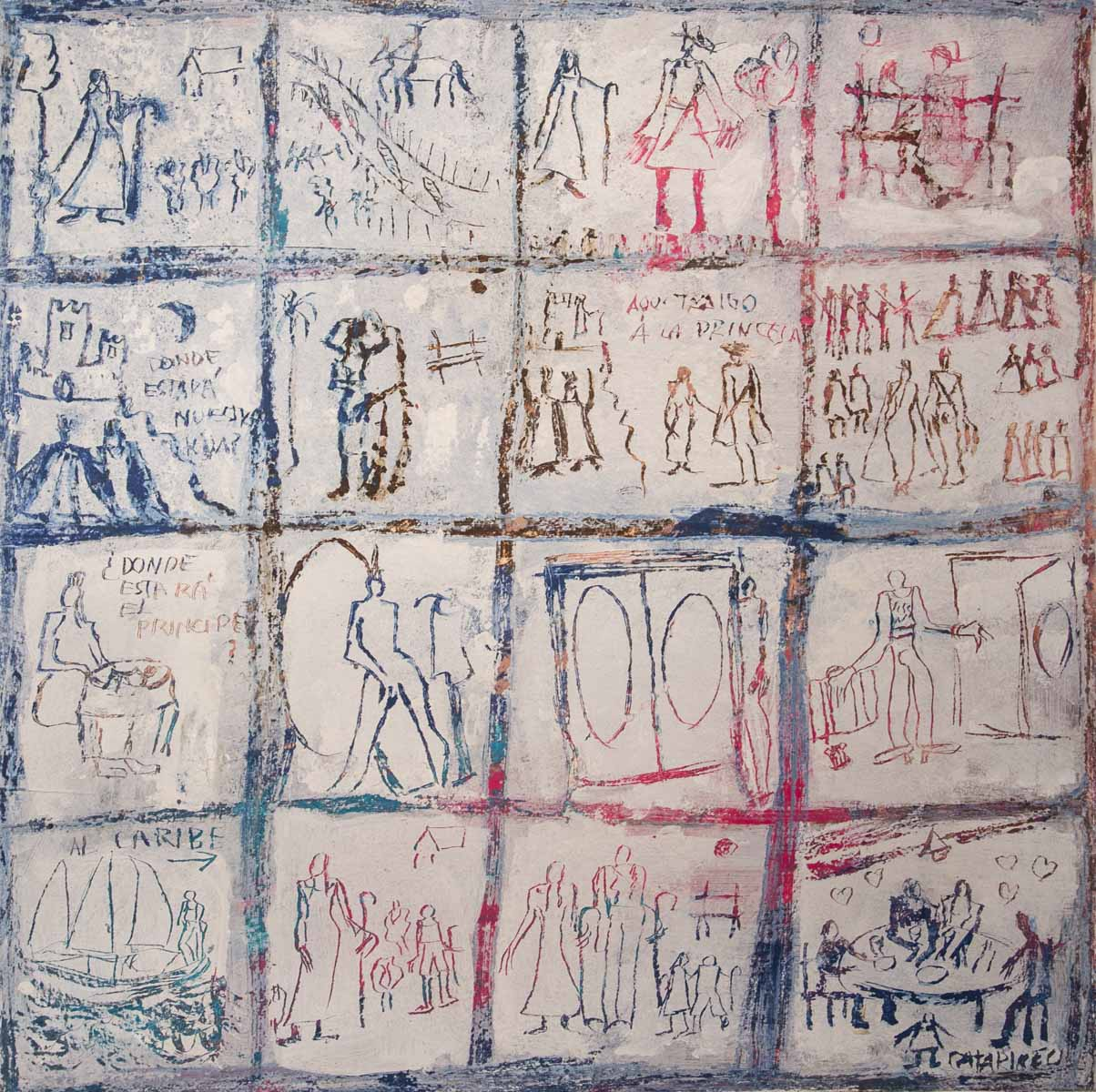
Almanaque
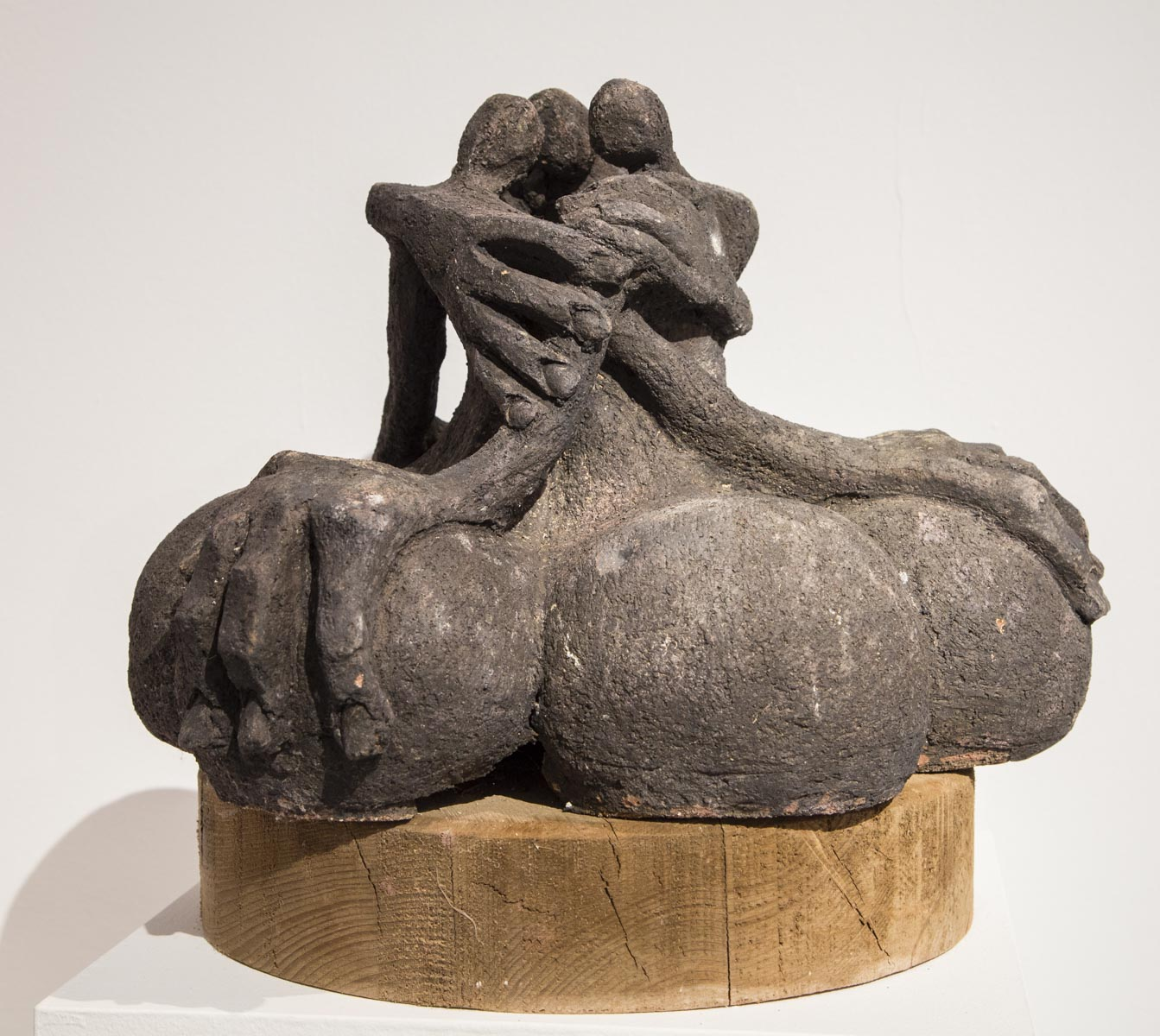
Minera, cartagenera, taranta
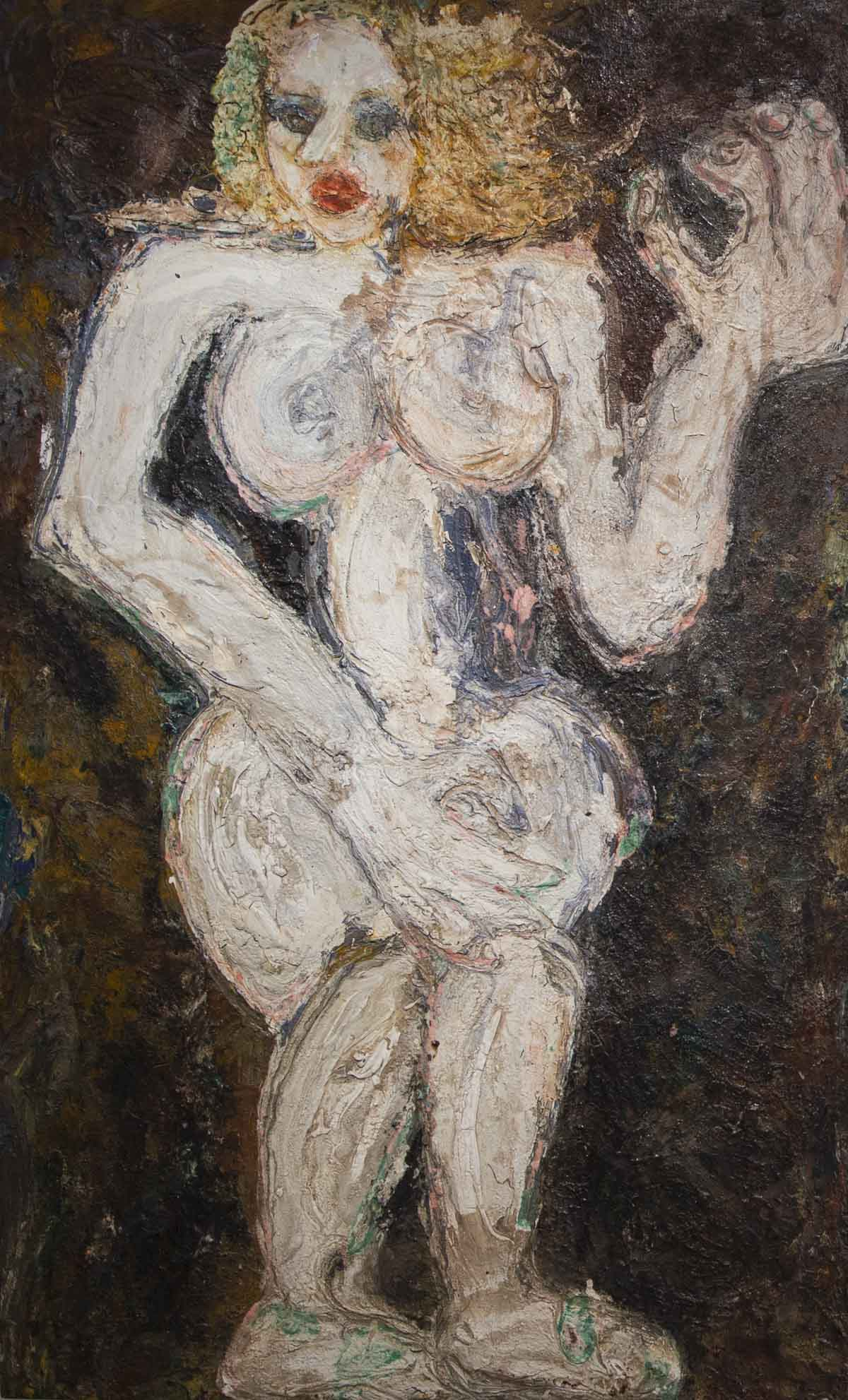
Autorretrato,1990
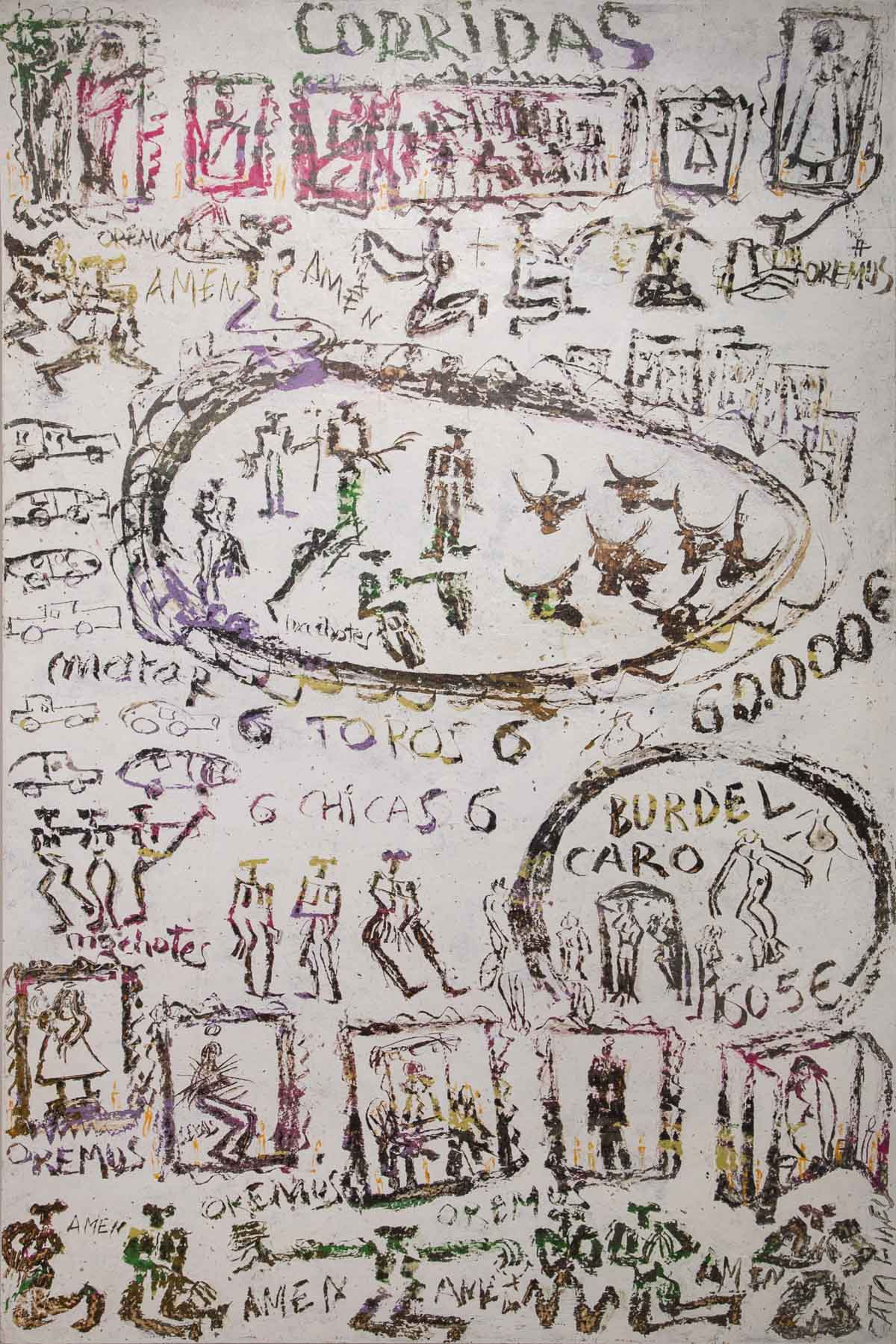
Corridas

## Obras y murales en museos y colecciones

### Murales en espacios públicos
- Una historia de Adán. Emplazamiento: Restaurante del Parque Torres. Cartagena
- Homenaje a Leonardo. Emplazamiento: Biblioteca Municipal, Centro Cultural Ramón Alonso Luzzy. Cartagena
- José Hierro. Emplazamiento: Aula José Hierro, Centro Cultural Ramón Alonso Luzzy. Cartagena
- Mural primero: Cuajada de Palliatus, Ludo - mural segundo: Garum Moragum Caballae, Necro. Arqueológico de Cartagena.

## Reconocimientos
- En 2018, Antológica. Dora Catarineu. Comunidad Autónoma de la Región de Murcia. ISBN: 978-84-7564-725-8.[5][27][28][29]
- En 2019, 'Pincel del Año' del certamen de Fuente Álamo.[30][31][7]
- En 2021, Nominación como "Dora Catarineu" a la Sala de la Muralla Carlos III, en la calle Ronda. Ayuntamiento de Cartagena.[1][2][3]
- En 2023, Homenaje de la Universidad Popular, donde la protagonista fue profesora.[32][33]
- En 2024, III Premios de la Cultura de Cartagena, Premio de Honor, por su labor y trayectoria cultural destacada tanto a nivel local, nacional e internacional.[34][35]